# Taki Inoue
Takachicho "Taki" Inoue (Japans: 井上 隆智穂) (Kobe, 5 september 1963) is een voormalig Japans autocoureur. Hij maakte zijn Formule 1-debuut in 1994 bij Simtek en nam deel aan 18 Grands Prix. Hij scoorde geen punten.
Inoue nam deel aan het Brits Formule 3-kampioenschap in 1988, waarna hij terug naar Japan ging om in de Formule 3 te rijden tussen 1989 en 1993. Hierna ging hij in de Formule 3000 rijden in 1994.
Hij debuteerde op 6 november 1994 als Formule 1-coureur in de Grand Prix van Japan. Hij wordt vooral herinnerd ommwille van twee bizarre incidenten: in de Grand Prix van Monaco 1995 werd zijn wagen die weggesleept werd naar de pits aangereden door een wagen van de officials waardoor hij in de vangrails vloog. Het tweede gebeurde in de Grand Prix Formule 1 van Hongarije waarbij hij aangereden werd door een wagen van een official, toen hij samen met de marshalls een brandje aan zijn wagen probeerde te doven.
Gianni Morbidelli was het grootste gedeelte van het seizoen zijn teamgenoot, maar aan het eind van het seizoen werd hij vervangen door Massimiliano Papis. Inoue was regelmatig sneller dan hij aan het eind van het seizoen.
Inoue wilde in 1996 aan de slag bij Tyrrell, maar de keuze bij het team viel op Ukyo Katayama. Hierna zou hij naar Minardi gaan, maar omdat een van zijn persoonlijke sponsors zich terugtrok, koos het team voor Giancarlo Fisichella.
Hij vond geen nieuw zitje in de Formule 1 en stopte in 1999 met racen. Hij is nu manager voor verschillende Japanse rijders.